# Castello di Tenno
Il castello di Tenno è un castello costruito alla fine del XII secolo, situato nell'omonimo comune trentino.
Tra il Trecento e il Quattrocento fu oggetto di battaglie e di assedi. A seguito dei danni riportati si sono resi necessari dei lavori di restauro alla fine del XV secolo. Nel 1920 ha visto perdere il proprio mastio ma conserva ancora le mura a scarpata e gli elementi di fortificazione del borgo sottostante.

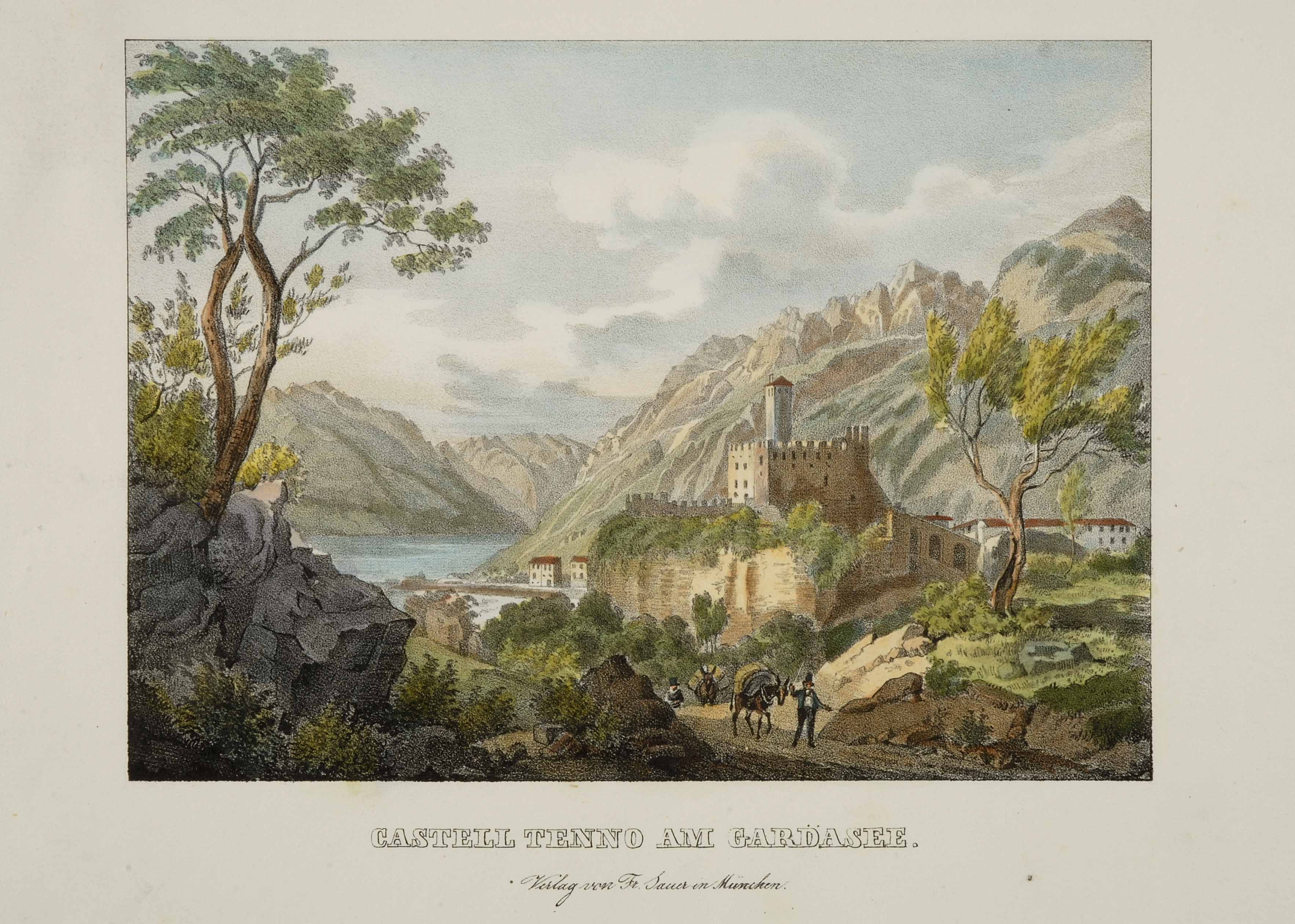
Litografia del 1845 (circa) raffigurante il Castello di Tenno.